# Pseudohiatula
Pseudohiatula — рід грибів родини Tricholomataceae. Назва вперше опублікована 1938 року.

## Класифікація
Згідно з базою MycoBank до роду Pseudohiatula відносять 18 офіційно визнаних видів:
- Pseudohiatula albocapitata
- Pseudohiatula callistosporioides
- Pseudohiatula cinnamomea
- Pseudohiatula conigena
- Pseudohiatula conigenoides
- Pseudohiatula cyatheae
- Pseudohiatula dorotheae
- Pseudohiatula esculenta
- Pseudohiatula favrei
- Pseudohiatula fuliginosa
- Pseudohiatula grisea
- Pseudohiatula guzmaniana
- Pseudohiatula haedinopsis
- Pseudohiatula irrorata
- Pseudohiatula panamensis
- Pseudohiatula sphaerospora
- Pseudohiatula stephanocystis
- Pseudohiatula tenacella